# Nedroledon maculatus
Nedroledon maculatus är en insektsart som beskrevs av Zakharenko 1990. Nedroledon maculatus ingår i släktet Nedroledon och familjen myrlejonsländor. Inga underarter finns listade i Catalogue of Life.